# Xã Woodland, Quận Decatur, Iowa
Xã Woodland (tiếng Anh: Woodland Township) là một xã thuộc quận Decatur, tiểu bang Iowa, Hoa Kỳ. Năm 2010, dân số của xã này là 110 người.